# 필리핀의 스페인어

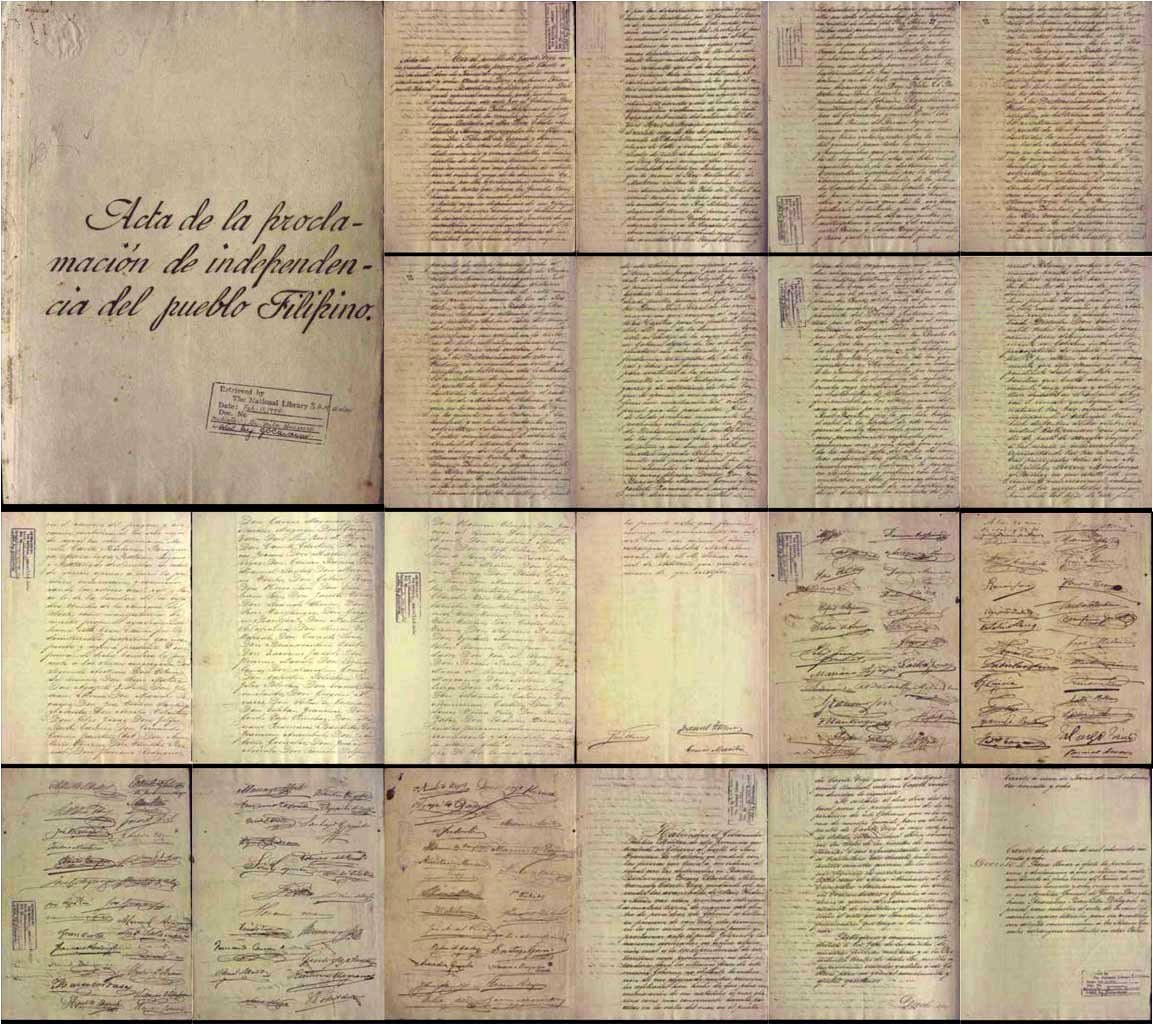
"Acta de la proclamación de independencia del pueblo Filipino", 필리핀 독립 선언서 공식 사본

스페인어는 16세기 말부터 1898년까지 3세기 이상 지속된 스페인 통치 기간 동안 필리핀의 유일한 공용어였다. 이후 미국 통치 하에서는 영어와 함께 공동 공용어였으며, 1946년 독립 후에도 (이제는 필리핀어 및 영어와 함께) 그 지위를 유지했다. 이 언어의 지위는 1973년 헌법 개정으로 처음에는 삭제되었지만, 몇 달 후 대통령령으로 다시 공용어로 지정되었다. 그러나 1987년 현재 헌법이 채택되면서 스페인어는 보조 또는 "선택적이고 자발적인 언어"로 지정되었다.
스페인 부왕령 시기(1565년-1898년)에는 정부, 무역, 교육 및 예술의 언어였다. 19세기 중반 부왕령 정부가 자유 공교육 시스템을 설립하면서 일루스트라도라고 불리는 원어민 스페인어 구사 지식인 계층이 형성되었는데, 여기에는 호세 리살, 안토니오 루나 (장군) 및 마르셀로 델 필라와 같은 역사적 인물이 포함되었다. 스페인 통치 말기에는 도시 및 엘리트 인구의 상당수가 스페인어에 능통했지만, 전체 인구 중 이 언어를 아는 사람은 소수에 불과했다.
이 언어는 1899년 필리핀 제1공화국의 말로로스 헌법에 선포된 바와 같이 국가의 첫 공용어로 사용되었으며, 미국 통치(1898년-1946년) 초기 수십 년 동안 널리 사용되었다. 그러나 점차 미국 정부는 스페인어를 과거의 부정적인 영향으로 규정하며 영어 사용을 장려하기 시작했다. 1920년대에 이르러 영어는 행정 및 교육의 주요 언어가 되었다. 1946년 독립 후에도 공용어로 유지되었지만, 스페인어의 지위는 1973년 공식 지위에서 제거될 때까지 계속 하락했다. 오늘날 이 언어는 일상생활에서 더 이상 존재하지 않으며, 일부 계층에서 배우거나 되살리려는 관심에도 불구하고 사용자 수와 영향력은 계속 줄어들고 있다. 2020년 기준으로 약 40만 명의 필리핀인(전체 인구의 0.5% 미만)이 스페인어에 능통한 것으로 추정되었다.
스페인어는 필리핀의 주요 스페인어 규제 기관이자 전 세계 스페인어를 규제하는 아소시아시온 데 아카데미아스 데 라 렝과 에스파뇰라의 회원인 필리핀 스페인어 학술원에 의해 규제된다.

## 배경

### 개요

스페인 국기 (1785년-1873년 및 1875년-1931년)

스페인어는 3세기 동안 스페인 통치 기간 내내 정부, 교육, 무역의 언어였으며, 20세기 전반까지 국가의 링구아 프랑카로 계속 사용되었다. 스페인어는 1899년 말로로스 헌법에 따라 말로로스 공화국의 "당분간" 공용어였다. 스페인어는 또한 1898년의 네그로스 칸토날 공화국과 1899년의 잠보앙가 공화국의 공용어이기도 했다.
스페인어는 식민지 공교육 시스템을 통해 도입되었지만, 필리핀에서 광범위하게 사용되지는 않았다. 도시 지역이나 스페인인의 존재가 중요한 지역의 주민들만이 매일 스페인어를 사용하거나 제2 또는 제3 언어로 배웠다.
미국 필리핀 제도 행정 초기에는 스페인어가 널리 사용되었고 미국 식민지 기간 내내 비교적 잘 유지되었다. 그럼에도 불구하고 스페인어는 트리니다드 에르메네힐도 파르도 데 타베라 이 고리초와 같은 필리핀의 지도적인 인물들을 세르히오 오스메냐 대통령과 그의 후임자인 마누엘 로하스 대통령과 연결시켜주는 언어였다. 상원의원 시절 마누엘 L. 케손 (이후 대통령)은 1920년대에 영어와 스페인어로 "내 국민에게 보내는 메시지"라는 제목의 연설을 했다.

### 공용어
스페인어는 1973년 1월 17일에 비준된 새로운 헌법에서 영어와 필리핀어 (헌법 초안에는 현대적인 "F" 대신 "P"로 표기됨)를 공용어로 지정할 때까지 정부의 공용어로 남아있었다. 직후 1973년 3월 15일 대통령령 155호는 스페인어로 된 정부 문서가 번역되지 않는 한 스페인어가 공용어로 계속 인정되어야 한다고 명령했다. 1987년에 비준된 후기 헌법은 필리핀어 (F로 표기됨)와 영어를 공용어로 지정했다. 또한, 이 헌법에 따라 스페인어는 아랍어와 함께 선택적이고 자발적인 언어로 지정되었다.

### 영향
170개 필리핀 토착 언어에는 수천 개의 스페인어 외래어가 있으며, 스페인어 정자법은 이들 언어 대부분을 표기하는 데 사용되는 철자 체계에 영향을 미쳤다.

### 차바카노어
틀:스페인어
차바카노어(잠보앙가뇨라고도 불림)는 주로 남부 잠보앙가반도 지방과 훨씬 적은 정도로 북부 루손섬의 카비테주에서 사용되는 스페인어 기반의 크리올어이다. 약 68만 9천 명이 차바카노어를 사용하는 것으로 추정된다. 2010년 세르반테스 문화원 마닐라 지점은 필리핀의 스페인어 사용자가 약 3백만 명에 달한다고 추정했는데, 여기에는 원어민 및 비원어민 차바카노어 및 스페인어 사용자가 포함된다.

## 역사

### 스페인 식민지 시대

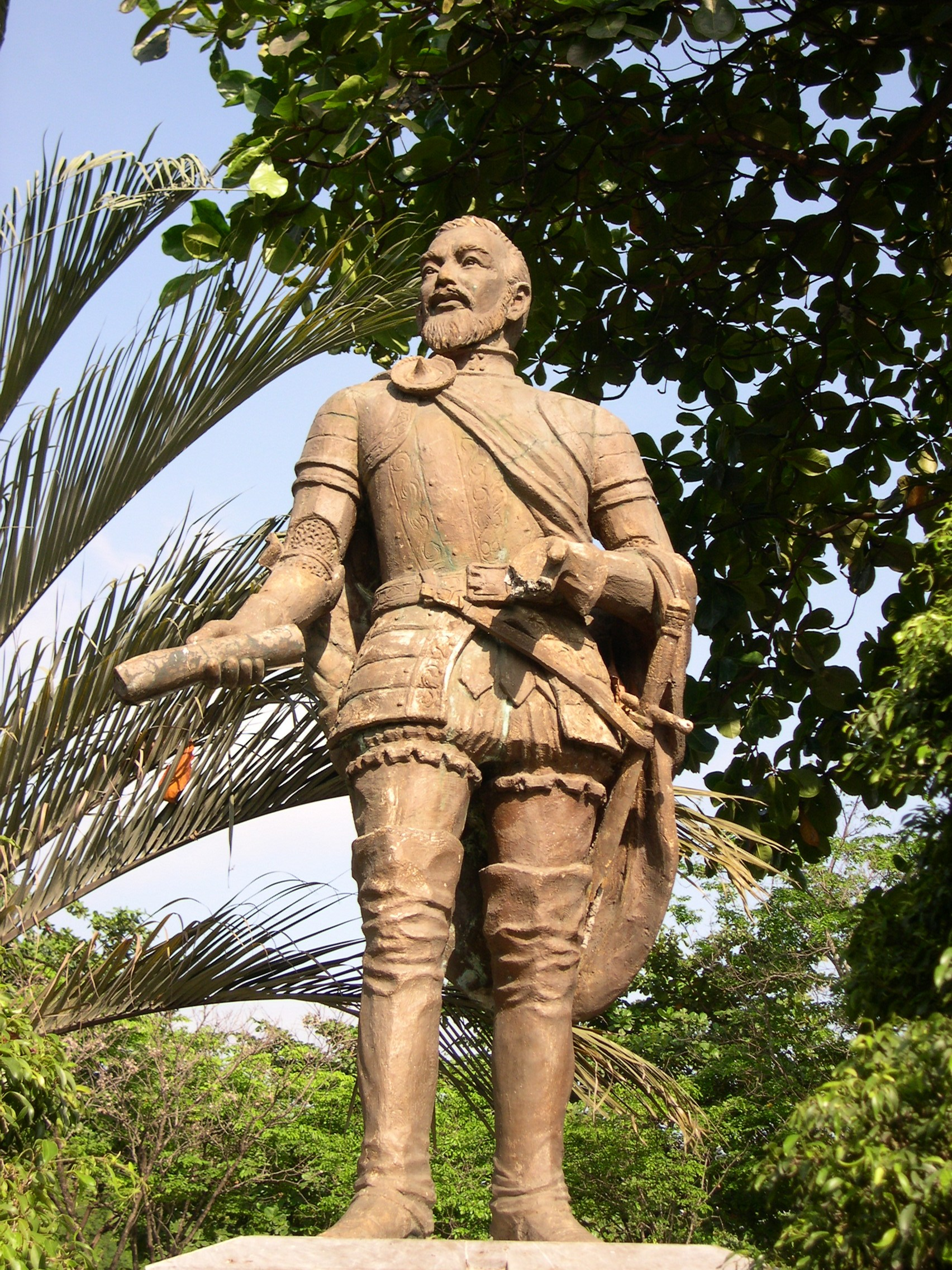
세부의 산 페드로 요새 바로 바깥에 있는 미겔 로페스 데 레가스피 동상

스페인어는 필리핀이 스페인 제국의 일부였던 3세기(333년) 동안 정부, 교육, 무역의 언어였으며, 20세기 전반까지 링구아 프랑카로 계속 사용되었다. 이 언어는 1565년 정복자 미겔 로페스 데 레가스피가 세부섬에 최초의 스페인 정착지를 건설하면서 필리핀에 처음 도입되었다. 처음에는 멕시코시티에서, 나중에는 마드리드에서 통치되었던 필리핀은 333년(1565년–1898년) 동안 스페인 영토였다. 그러나 교육은 우선순위였다. 아우구스띠노 수도회는 1565년 세부에 도착하자마자 학교를 열었다. 프란치스코회는 1577년에, 도미니코회는 1587년에 도착하여 그 뒤를 따랐다. 이 학교들은 종교 교육 외에도 읽고 쓰는 법을 가르치고 산업 및 농업 기술을 전수했다.
처음에는 로마 가톨릭 교회와 그 선교사들의 입장은 원주민들에게 스페인어가 아닌 현지 언어로 설교하는 것이었다. 사제들은 원주민 언어를 배웠고 때로는 토착민을 번역가로 고용하여 라디노라고 알려진 이중 언어 계층을 만들었다. 19세기 이전에는 스페인어를 배운 원주민이 거의 없었다. 그러나 시인이자 번역가인 가스파르 아키노 데 벨렌과 같은 주목할 만한 이중 언어 개인이 있었다. 가스파르는 로마자로 된 기독교 신앙시를 타갈로그어로 썼다. 파시온은 가스파르 아키노 데 벨렌이 시작한 예수 그리스도의 수난, 죽음, 부활에 대한 서사로, 여러 버전으로 유통되었다. 나중에 스페인-멕시코 기사도 발라드인 코리도가 세속 문학의 모델이 되었다. 운문 서사 또는 코메디아는 문맹 다수를 위해 지역 언어로 공연되었다.
17세기 초, 타갈로그 인쇄공 토마스 핀핀은 로마자 음성 문자 체계로 타갈로그인에게 카스티야어를 가르치는 책을 쓰기 시작했다. 그가 일하던 도미니코회 출판사에서 1610년에 출판되었는데, 이는 블랑카스의 Arte와 같은 해였다. 핀핀이 활자로 조판한 선교사의 문법서와 달리, 이 타갈로그 원주민의 책은 종속적인 다른 언어가 아닌 지배적인 언어를 다루었다. 핀핀의 책은 필리핀 원주민이 쓰고 출판한 최초의 그런 작품이었다. 따라서 이 책은 초기 식민지 시대 동안 타갈로그 번역과 암시적으로 개종을 활성화시킨 관심사에 대해 우리에게 풍부한 교훈을 준다.

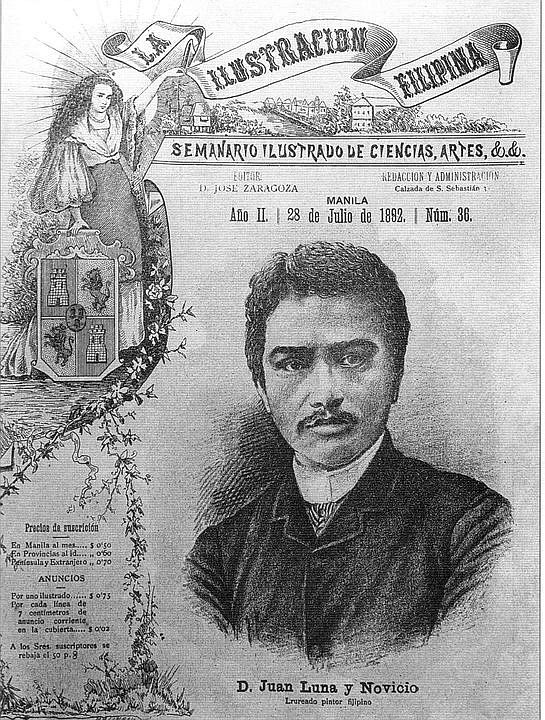
스페인어로 된 필리핀 정기 간행물 표지에 실린 후안 루나

법에 따라 각 마을은 스페인어와 기독교 교리 문답을 가르치기 위해 남자 학교와 여자 학교 두 개를 지어야 했다. 그러나 훈련된 교사가 충분하지 않았고, 몇몇 지방 학교는 비를 막는 단순한 오두막에 불과했다. 이로 인해 학교 출석률이 저조했고, 공교육이 도입되기 전인 19세기까지 지방에서는 문맹률이 높았다. 큰 마을에서는 상황이 더 나았다. 독립적인 민간 마을이 되기 위해서는 바랑가이 또는 바랑가이 그룹에 사제 거주지, 시청, 남녀 학교가 있어야 했다. 거리는 곧고 직각으로 교차하여 도시가 커질 수 있도록 해야 했으며, 마을은 좋은 수원과 농경지 및 방목지 근처에 있어야 했다.
도시와 큰 마을에서 학교 환경이 좋아지면서 스페인어 및 다른 과목 교육이 더욱 효과적으로 이루어졌다. 1600년에서 1865년 사이에 여러 대학이 설립되었으며, 이들 대학은 많은 중요한 식민지 관리와 교회의 고위 성직자, 주교, 대주교를 배출했는데, 이들 중 일부는 이스파노아메리카의 교회에서 봉사했다. 교육 수준의 향상은 결국 일루스트라도의 부상으로 이어졌다. 1846년, 프랑스 여행자 장 바티스트 말라는 필리핀 학교의 발전된 수준에 놀랐다. 1865년, 정부는 미래 초등학교 교사를 훈련시키기 위한 에스쿠엘라 노르말(사범학교)을 개교했다. 동시에 모든 어린이에게 초등 교육이 의무화되었다. 1869년, 새로운 스페인 헌법은 필리핀에 보편적 참정권과 자유 언론을 가져왔다. 세부 최초의 스페인어 신문인 엘 볼레틴 데 세부는 1886년에 발행되었다.
마닐라에서는 스페인어가 어느 정도 널리 퍼져서 19세기 말에는 인구의 50%가 스페인어를 알고 있었던 것으로 추정되었다. 1893년부터 시작되는 기간을 다룬 1898년 저서 "필리핀의 어제들"에서 1893년부터 1894년까지 마닐라에 거주했던 미국인 조지프 얼 스티븐스는 다음과 같이 썼다.

스페인어는 물론 궁정 및 상업 언어이며, 자체 언어를 가진 무식한 원주민이나 앵글로색슨족 식민지의 소수 구성원을 제외하고는 모든 곳에서 독점적인 언어이다. 스페인어 없이는 정말로 살아갈 수 없으며, 중국인들조차 그들의 독특한 피진 변종으로 합류한다.

스페인어와 현지 언어, 중국어 방언, 그리고 나중에 일본어가 오랫동안 접촉하면서 대나무 스페인어로 알려진 일련의 피진과 스페인어 기반의 크리올어인 차바카노어가 생겨났다. 한때 이들은 필리핀 인구의 상당 부분을 차지하는 언어였다. 필리핀이 수세기 동안 현재의 멕시코에 있는 누에바에스파냐에서 행정되었기 때문에 필리핀 스페인어가 어휘뿐만 아니라 발음과 문법에서도 아메리카 스페인어와 전반적으로 유사한 것은 놀랄 일이 아니다.
스페인어는 민간 및 사법 행정에서 사용되는 공용어였으며, 주요 도시의 대다수 인구가 사용하고 특히 1863년 교육령 통과 이후 많은 사람들이 이해했다. 19세기 말까지 스페인어는 필리핀 사회의 교육받은 엘리트들 사이에서 모국어 또는 강력한 제2외국어였는데, 이는 어린 시절 부모나 조부모로부터 직접 배우거나 학교에서, 또는 개인 교습을 통해 배웠기 때문이다.

#### 학교
16세기와 17세기, 필리핀에서 가장 오래된 교육기관들은 스페인 종교 단체들에 의해 설립되었다. 이 학교들과 대학교들은 섬 내 스페인어 발전에 결정적인 역할을 했다. 인트라무로스의 콜레히오 데 마닐라는 1590년에 설립되었다. 이 콜레히오는 1595년에 정식으로 개교했으며, 필리핀 최초의 학교 중 하나였다. 같은 해 세부의 산 카를로스 대학교는 예수회에 의해 콜레히오 데 산 일데폰소로 설립되었다. 1611년, 아시아에서 가장 오래된 현존 대학으로 여겨지는 산토 토마스 대학교가 도미니코회에 의해 마닐라에 개교되었다. 18세기에는 필리핀의 유창한 남성 스페인어 사용자들은 주로 이들 학교나 1620년에 설립된 콜레히오 데 산 후안 데 레트란의 졸업생들이었다. 1706년에는 필리핀 여성을 위한 수도원 학교인 베아테리오스가 설립되었다. 이 학교는 스페인 소녀와 원주민 소녀 모두를 입학시켰고, 종교, 읽기, 쓰기, 산술과 음악 및 자수를 가르쳤다. 베아테리오스 졸업생 여성들도 스페인어에 유창했다. 1859년, 아테네오 데 마닐라 대학교는 예수회에 의해 에스쿠엘라 무니시팔로 설립되었다.
1863년, 스페인 이사벨 2세 여왕은 섬의 스페인 당국의 요청에 따라 공립학교 시스템 설립을 명령했는데, 이들은 더 많은 인구에게 스페인어를 가르칠 필요성을 보았다. 초등 교육과 스페인어 교육은 의무적이었다. 교육령은 각 마을에 적어도 한 개의 남녀 초등학교를 설립하고 지방 정부가 관리하도록 규정했다. 남자 교사를 위한 사범학교가 설립되었고 예수회의 감독을 받았다. 1866년, 필리핀의 총 인구는 4,411,261명에 불과했다. 총 공립학교는 남자 학교 841개, 여자 학교 833개였으며, 학교에 다니는 총 학생 수는 남자 135,098명, 여자 95,260명이었다. 1892년에는 학교 수가 2,137개로 증가했으며, 이 중 1,087개는 남자 학교, 1,050개는 여자 학교였다. 이 조치는 당시 아시아 국가들의 선두에 있었으며, 호세 리살과 같이 유럽에서 공부한 국립 영웅을 포함한 중요한 교육받은 원주민 계층의 등장을 이끌었다. 이러한 작가, 시인, 지식인 계층은 종종 일루스트라도로 불린다. 아이러니하게도 스페인어 문학과 언론이 번성한 것은 20세기 초 미국 점령 초기였다. 이는 부분적으로 미국 통치로의 전환 이후 허용된 언론의 자유 때문이었다.

#### 필리핀 민족주의와 19세기 혁명 정부

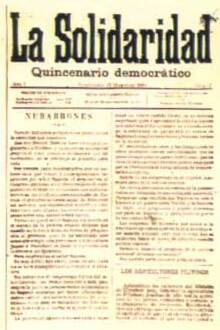
스페인어로 된 선전 (사회학)

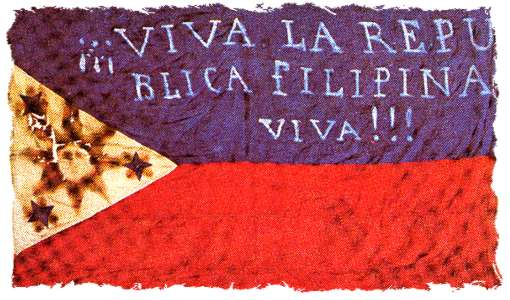
초기 필리핀 혁명군의 깃발 ("필리핀 공화국 만세!"). 첫 두 헌법은 스페인어로 작성되었다.

19세기 이전의 필리핀의 반란은 소규모였다. 언어적 경계를 넘어서지 못했기 때문에 스페인군에 의해 쉽게 진압되었다. 자유 공교육 시스템을 통한 스페인어 보급(1863년)과 교육받은 계층의 등장이 짧은 기간 동안 이루어지면서, 군도 각지에서 온 민족주의자들은 공통 언어로 소통할 수 있게 되었다. 호세 리살의 소설, 그라시아노 로페스 하에나의 풍자 기사, 마르셀로 델 필라의 반성직자 선언문, 스페인에서 발행된 격주간지 라 솔리다리다드, 그리고 민족주의를 일깨우는 기타 자료들은 스페인어로 작성되었다. 필리핀 혁명은 스페인으로부터의 개혁과 나중에는 독립을 위해 싸웠다. 그러나 이들은 스페인의 문화적 유산이나 스페인어에 반대하지 않았다. 심지어 그라시아노 로페스 하에나의 라 솔리다리다드는 1889년 기사에서 말롤로스의 젊은 여성들이 발레리아노 웨일러 총독에게 스페인어 야간 학교 개설을 청원한 것을 칭찬했다. 사실 1899년 말로로스 의회는 스페인어를 공용어로 선택했다. 오라시오 데 라 코스타에 따르면, 스페인어가 없었다면 민족주의는 불가능했을 것이다. 그 무렵, 사람들은 다른 나라의 민족주의 사상과 독립 운동에 점점 더 관심을 갖게 되었다.
필리핀 혁명 기간 동안 많은 필리핀 애국자들은 스페인어에 유창했지만, 결국 필리핀 초대 대통령이 된 에밀리오 아기날도는 타갈로그어를 말하는 것이 더 편했다. 1897년 비아크나바토 헌법과 1898년 말로로스 헌법은 모두 스페인어로 작성되었다. 둘 다 국어를 명시하지는 않았지만, 필리핀 생활과 법률에서 스페인어의 계속적인 사용을 인정했다. 스페인어는 비아크나바토 헌법, 말로로스 헌법, 원본 국가, 힘노 나시오날 필리피노, 그리고 민족주의 선전물 및 문학을 작성하는 데 사용되었다.
1863년에 전 국민을 위한 초등 공립학교 시스템이 설립되면서 스페인어는 자유롭게 가르쳐졌다. 스페인어를 구사하는 일루스트라도 (계몽된 자들)는 민족주의와 현대 필리핀 의식을 고취하고 전파한 교육받은 엘리트였다. 일루스트라도와 후기 작가들은 19세기에 발전한 필리핀 고전 문학의 기반을 형성했다.
호세 리살은 스페인어로 필리핀인의 의식과 정체성을 전파했다. 민족주의 발전에 지대한 영향을 미친 것은 그의 소설인 놀리 메 탄게레와 엘 필리부스테리스모로, 이 소설들은 "페닌술라레스"로 구성된 식민 정부와 성직자의 학대를 폭로했다. 이 소설들의 악명은 필리핀인들 사이에서 인기를 더욱 높였다. 페닌술라레스들을 폭로하고 풍자했기 때문에 이 책들을 읽는 것은 금지되었다.

### 필리핀-미국 전쟁
1899년 혁명적인 말로로스 공화국은 불라칸의 말로로스에서 제헌의회 기간 동안 작성된 헌법에서 스페인어를 공식 언어로 지정했다. 신생 공화국은 여러 법률, 법령, 포고령 및 기타 공식 문서를 발표했다. 이들은 스페인어, 영어, 타갈로그어로 다양하게 발표되었으며, 스페인어가 우세했다. 스페인어는 또한 1898년의 네그로스 칸토날 공화국과 1899년의 잠보앙가 공화국의 공용어로 지정되었다.
필리핀-미국 전쟁 중 많은 스페인어 사용 필리핀인 가족들이 전사했다. 역사학자 제임스 B. 굿노(James B. Goodno)의 저서 『필리핀: 깨어진 약속의 땅』(뉴욕, 1998)에 따르면, 필리핀인 총 인구의 6분의 1, 약 150만 명이 전쟁의 직접적인 결과로 사망했다.

### 미국 식민지 시대

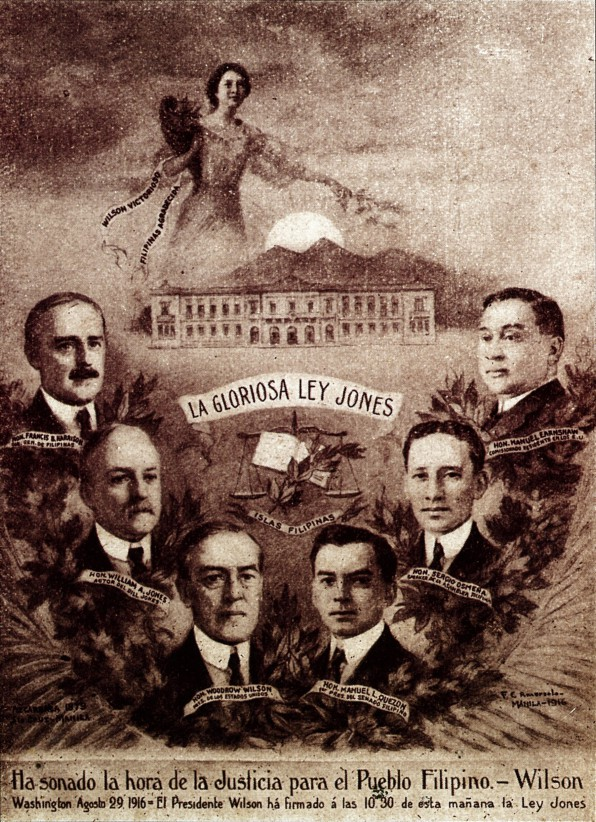
1916년 존스 법을 스페인어로 광고하는 포스터, 영광스러운 존스 법

필리핀-미국 전쟁 이후 필리핀 군도가 미국 영토로 편입되면서, 새로운 통치자들이 시행한 정책 중 하나는 영어를 국가의 주요 언어로 지정하고 교수 매체로 삼는 것이었다. 이는 필리핀 내 영어 사용 인구의 연간 증가를 촉진하기 위함이었다. 그러나 이러한 노력에도 불구하고 스페인어는 교육 시스템 내에서 그 입지를 유지했다. 특히 종교 단체들이 운영하는 많은 사립 교육 기관들은 스페인어를 계속 사용했다. 제1차 세계 대전 이후에야 미국 당국은 사립학교에 영어 교육을 점점 더 강하게 요구하기 시작했고, 이는 아테네오 데 마닐라 대학교와 산토 토마스 대학교와 같은 중요한 가톨릭 대학들이 스페인어를 영어로 대체하는 결과를 낳았다.:95–96
1903년 인구조사는 응답자들에게 그들이 사용하는 언어에 대해 묻지 않았지만,:368 1918년 인구조사에서는 물어보았고, 총 인구 10,314,310명 중 스페인어를 구사할 수 있는 필리핀인은 757,463명(전체 인구의 7.34%)으로 보고되었다. 이 중 남성 인구는 511,721명, 여성 인구는 245,742명이었다. 대조적으로 영어를 구사하는 필리핀인은 896,258명(전체 인구의 8.69%)이었다. 스페인어 구사 남성의 비율이 영어 구사 남성보다 높은 지역은 잠보앙가, 마닐라, 이사벨라, 코타바토, 마린두케, 카가얀, 일로일로, 카비테, 알바이, 레이테, 바탕가스, 소르소곤 등이었다. 스페인어 구사 여성의 비율이 영어 구사 여성보다 높은 지역은 잠보앙가, 코타바토, 마닐라, 다바오, 암보스카마리네스, 일로일로, 소르소곤 등이었다. 나머지 지역은 영어 구사 인구의 비율이 더 높았으며, 이푸가오, 본톡, 벵게트, 칼링가 주는 영어 구사 남성의 비율이 가장 높았다. 이 인구조사는 또한 스페인어나 영어를 배운 사람들은 해당 언어를 읽고 쓸 수 있는 능력도 가지고 있음을 확인했다.
1918년 인구조사는 첫 토마사이트 도착 이후 필리핀에서 영어의 위상이 크게 높아졌음을 확인했지만, 스페인어는 여전히 사회에서 특권적인 지위를 유지하고 있었다. 이는 당시 미국 대통령 우드로 윌슨이 "사실 조사 임무"를 위해 필리핀에 파견한 프린스턴 대학의 헨리 존스 포드 교수가 분명히 밝혔다.:369 1916년 보고서에서 포드는 "필리핀 상류층은 스페인어를 구사하고 대중은 저급한 언어가 아닌 세련되고 유능한 사고의 도구인 토착 방언을 구사한다"고 썼으며,:45 나중에 다음과 같은 관찰을 덧붙였다.
실제로 스페인어는 교양 있는 사회, 사법 절차, 입법의 언어로서 그 어느 때보다도 중요한 언어이다. 미국 점령이 시작될 때보다 더 많은 사람들이 스페인어를 사용하고 있으며, 간접적으로는 미국 학교가 그 결과에 기여했다. 왜냐하면 모든 종류의 교육적 진보는 상류 사회에서 사용되는 언어를 배우고 그로써 일루스트라도 계급에서 자신의 위치를 확립하려는 욕구를 불러일으키기 때문이다.:47— 헨리 존스 포드

그는 또한 필리핀 정치 문학이 대중에게 도달하는 토착 방언의 사용이 증가하고 있으며, 필리핀의 토착 신문과 잡지는 이중 언어인 경향이 있고, 보통 스페인어 섹션과 현지 방언으로 작성된 섹션이 있으며, 영어로 발행되는 것은 없다고 언급했다. 또한, 가장 널리 유통되는 미국 신문에도 스페인어 섹션이 있었다.:47
안토니오 체카 고도이는 필리핀-미국 전쟁과 필리핀의 일본 점령 사이에 스페인어로 쓰인 정기 간행물이 220개 이상이었거나, 이중 언어 또는 심지어 삼중 언어 간행물의 경우 스페인어가 사용된 언어 중 하나였다고 평가했다. 이들은 마닐라뿐만 아니라 전국 각지에서 출판 및 배포되었으며, 30개 이상이 매일 발행되었다. 체카 고도이는 또한 필리핀에서 미국 통치 초기 20년을 스페인어 필리핀 언론의 "은기"로 보았으며, 1920년대 말에는 스페인어 정기 간행물의 일일 판매 부수가 30,000부에 달하여 다른 언어로 쓰인 간행물보다 많았다. 1901년에 설립된 스페인어-타갈로그어 이중 언어 신문인 엘 레나시미엔토(El Renacimiento)는 미국 식민지 시대 첫 10년간 가장 영향력 있고 널리 배포된 신문 중 하나였다. 이 신문은 1908년 편집 "맹금류(Aves de Rapiña)"가 당시 내무장관 딘 C. 워체스터의 명예와 신의를 모욕했다고 여겨진 후 그에 의해 제기된 명예훼손 소송으로 인해 폐간되었다. 워체스터는 3만 달러의 손해배상금을 받았고, 편집장과 발행인(테오도로 칼라우와 마르틴 오캄포)은 징역형을 선고받았다. 이 신문은 1910년에 마르틴 오캄포에 의해 라 반과르디아(La Vanguardia)라는 이름으로 재설립되었지만, 1916년에 알레한드로 로세스가 인수한 후에야 번성했으며, 이후 제2차 세계 대전까지 발행을 계속했다. 또 다른 중요한 신문은 1910년에 설립된 엘 이데알(El Ideal)로, 세르히오 오스메냐가 만든 민족주의 당의 공식 기관지 역할을 했지만, 재정적인 이유로 1916년에 폐간되었다.
은기(Silver Age) 이후에는 스페인어로 쓰인 필리핀 언론의 쇠퇴기가 찾아왔는데, 체카 고도이는 이 시기를 1920년대와 1930년대라고 지목했다. 이 기간 동안 스페인어 신문의 수와 발행 부수는 감소한 반면, 영어 및 토착어, 특히 타갈로그어로 쓰인 신문의 존재는 증가하여 스페인어의 지배적 위치를 추월하기도 했다. 이러한 쇠퇴는 제2차 세계 대전까지 계속되었고, 이는 필리핀의 스페인어 언론을 사실상 종식시켰다.:20–21
1939년 인구조사에서는 필리핀 내 스페인어 사용 인구가 감소한 것으로 나타났는데, 이는 1918년 인구조사에 비해 거의 절반으로 줄어든 수치였다. 약 1,600만 명의 필리핀인 총 인구 중 417,375명(인구의 2.6%)만이 스페인어를 읽고 쓸 수 있었다.:96 이 인구조사는 필리핀에서 스페인어 사용 감소에 대해 다음과 같이 언급했다.
만약 스페인어 사용에 뚜렷한 증가가 없다면, 다음 세대에는 스페인어를 말할 수 있는 사람의 수가 인구의 약 1퍼센트까지 떨어질 것이다.— 필리핀 인구조사: 1939년 (330쪽)

스페인어나 영어 외에 국어가 필요하다는 생각은 1920년대 후반부터 나타나기 시작했다. 마누엘 케손 대통령은 마닐라를 떠나자마자 자신의 연설이 번역되어야 할 필요성을 불평했는데, 이는 스페인어나 영어 모두 전국적으로 성공적인 의사소통 수단으로 사용될 수 없었기 때문이었다.:370 1932년 조벨상 수상자인 이네스 빌라는 그녀의 수상작 "Filipinas en el camino de la cultura"에서 미국 시대의 교육 시스템이 영어를 널리 보급하고 정부, 입법부, 법원, 상업 및 사생활의 공용어로 만드는 목표를 달성했다고 썼다. 그녀는 스페인어가 약 4세기 동안 필리핀을 통치하면서 달성하지 못한 것을 미국이 불과 30년 만에 영어로 달성했다고 덧붙였으며, 그녀의 저작 작성 당시에는 스페인어를 말하는 필리핀인 한 명당 약 10명의 다른 필리핀인들이 영어를 말할 수 있다고 덧붙였다.:98 1934년 필리핀 독립법은 공립학교 교육과정에서 스페인어를 완전히 제외시켰고, 1934년 헌법 제정 회의는 1940년을 입법부와 법원의 스페인어 사용 만료일로 정했다.:325
미국 식민지 시대는 에스타니슬라오 알리네아, 루이스 마리냐스, 로데스 브릴란테스와 같은 수많은 학자들에 의해 필리핀 스페인어 문학의 황금시대로 불려왔다. 이러한 명칭이 부여된 한 가지 설명은 이 시대에 스페인어를 사용하여 생산된 문학 작품의 풍부한 양 때문이었다. 이 시기의 위대한 필리핀 문학 작가들 중에는 페르난도 마리아 게레로, 헤수스 발모리, 마누엘 베르나베, 클라로 M. 렉토 및 안토니오 아바드가 있었다. 이러한 발전에 세 가지 이유가 제시되었는데, 첫째는 이전 스페인 식민지 시대에 비해 미국 시대의 상대적인 표현의 자유, 둘째는 스페인어 정기 간행물과 다른 언어로 쓰였지만 스페인어 섹션을 포함한 정기 간행물이 제공한 출판 장소, 셋째는 조벨상의 존재였다. 그러나 에스타니슬라오 알리네아는 이 시기를 "개화기"라고도 언급하며, 이러한 스페인어 작가들의 겉보기 활력과 생산성 뒤에는 필리핀에서 언어 자체의 느린 쇠퇴와 점진적인 감소가 있었다는 사실을 강조했다. 또한, 이 작가들 중 많은 이들이 사회적, 민족주의적 역할에서 중요성을 인정받았고, 심지어 1996년 필리핀 문화 센터(CCP) 백과사전에 등재되기도 했음에도 불구하고, 그들의 문학 작품 대부분은 심지어 생전에도 대중의 반응을 거의 얻지 못했다. 로시오 오르투뇨에 따르면, 그들의 문학적 노력이 실패한 것은 그들의 작품 중 일부가 출판되지 않았거나, 정기 간행물에 발표된 경우에도 단행본으로 편집되지 않았다는 사실에서 볼 수 있다.

### 스페인어의 쇠퇴

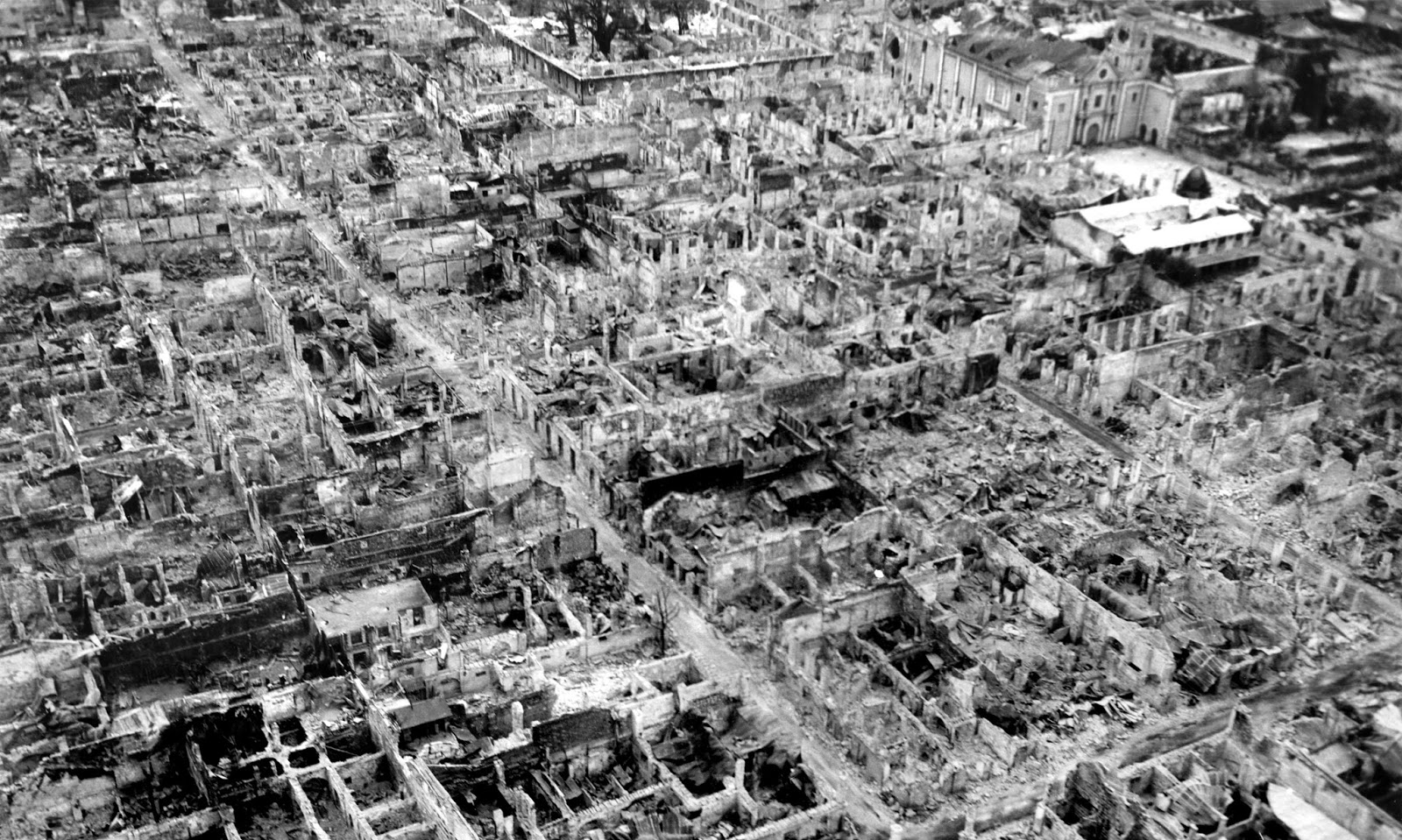
마닐라 전투 후 1945년 5월 인트라무로스의 파괴.

스페인어는 20세기 첫 두 10년간 부분적인 언론의 자유와 새로운 통치자들에 대한 저항의 표현으로 번성했다. 그러나 미국 행정부가 영어를 공용어 및 학교와 대학의 교육 매체로 더욱 강력하게 부과하면서 곧 쇠퇴했다. 사설과 신문들은 점점 더 영어로 전환하도록 강요받았고, 스페인어는 주변적인 위치에 놓이게 되었다.
필리핀에서 미국의 첫 조치 중 하나는 슈르만 위원회의 권고에 따라 공립학교에서 스페인어를 교육 언어로 금지하는 것이었다. 1934년 미국 주권이 1946년에 종료될 것이라고 규정했음에도 불구하고, 새로운 필리핀 헌법은 영어를 유일한 교육 언어로 유지할 의무를 명시했다. 미국 언어 정책의 주요 목표 중 하나가 필리핀인을 "자신을 다스릴 수 있는 국민"으로 만드는 것이었다는 점은 중요하다. 이를 위해 그들은 공통 언어, 즉 영어가 필요했다.
스페인어를 보존하기 위해 엔리케 조벨 데 아얄라는 1924년 필리핀 스페인어 학술원과 조벨상을 설립하여 필리핀 국민의 스페인어 사용을 유지하고 발전시키는 데 기여했다.
미국 식민지 시대의 필리핀 민족주의자와 민족주의 역사가들은 19세기 필리핀 선전의 저술에서 자유주의 사상을 가져왔는데, 이는 스페인과 스페인적인 모든 것을 부정적이거나 악한 것으로 묘사했다. 따라서 스페인어는 과거의 슬픈 상징으로 악마화되었다. 이러한 사상은 학교에서 그 역사를 배운 어린 필리핀 세대(미국 행정 기간 중 및 이후)의 마음에 점차 심어졌다. 이들은 스페인 혈통의 필리핀인에 대한 강조 부족으로 인해 모든 스페인인을 악당으로 일반화하는 경향이 있는 역사 교과서를 사용했는데, 이들은 또한 현지 스페인 정부와 성직자에 반대했고, 19세기 반란, 필리핀 혁명, 필리핀-미국 전쟁, 제2차 세계 대전 중 자유를 위해 싸우고 죽었다.
1940년대에 영어를 배운 어린이들이 성인이 되면서 스페인어 사용은 급격히 감소하기 시작했다. 그럼에도 불구하고 스페인어 사용자의 상당한 공동체는 가장 큰 도시에 거주했으며, 총 인구는 약 30만 명이었다. 그러나 제2차 세계 대전 중 일본 점령으로 인한 마닐라의 파괴로 필리핀 스페인어의 중심은 해체되었다. 1942년에서 1945년 사이에 도시와 지방자치체가 학살과 폭격으로 파괴되면서 많은 스페인어 사용 필리핀 가족들이 사망했다. 전쟁이 끝날 무렵 약 100만 명의 필리핀인이 사망한 것으로 추정되었다. 살아남은 스페인어 사용자 중 일부는 나중에 이주해야 했다.
전쟁 후, 스페인어는 공식적인 수준에서 점점 더 소외되었다. 영어와 미국식 대중문화가 증가하면서 모든 면에서 스페인어 사용은 점차 감소했다. 1962년, 필리핀 대통령 디오스다도 마카파갈은 필리핀이 독립기념일을 미국으로부터 완전한 독립을 얻은 7월 4일 대신 6월 12일에 기념할 것을 명령했다. 이는 스페인을 악당으로, 미국을 더 자비로운 식민 세력으로 그리는 경향을 반영했다. 스페인어와 문화는 다시 악마화되었다. 1973년, 스페인어는 필리핀의 공용어 지위를 잠시 잃었다가 곧 다시 공용어로 지정되었고, 1987년 후속 헌법 비준으로 최종적으로 공식 지위를 잃었다.

### 21세기 발전
21세기에 들어서는 일부 계층에서 이 언어에 대한 관심이 약간 되살아났고, 최근 몇 년간 대학에서 공식적으로 배우거나 사설 강좌를 수강하는 사람들의 수가 눈에 띄게 증가했다. 필리핀의 스페인어 학습자 중 상당수는 사회 과학 분야에 종사하는데, 이는 최근까지 많은 토지 소유권, 계약서, 신문 및 문학 작품이 여전히 스페인어로 작성되었기 때문이다. 일부 히스파니스타 단체들은 스페인어를 학교에서 다시 필수 과목으로 지정하거나 행정에서 사용하자고 제안하기도 했지만, 이 생각은 비스페인어권 필리핀인들 사이에서 논란을 불러일으켰다.
글로리아 마카파갈 아로요 행정부 하에서 스페인과 필리핀 간의 관계가 강화되었다. 필리핀-스페인 우정의 날은 필리핀과 스페인 간의 문화적, 역사적 유대, 우정, 협력을 기념하기 위해 제정되었다. 또한, 필리핀 교육부는 2008년에 스페인어를 중등학교의 선택 과목으로 다시 도입했다.
2012년 7월 필리핀을 방문한 스페인 왕대비 소피아는 필리핀 학교에서 스페인어를 되살리는 것을 지지한다고 밝혔는데, 전국 24개 고등학교에서 이 언어를 과목으로 제공하고 있다. 2012년 9월, 필리핀과 칠레 정부는 필리핀 교사들을 스페인어로 훈련시키는 대신 필리핀이 칠레 교사들을 영어로 훈련시키는 데 도움을 주기로 합의했다.
2018년, 수리가오 시 바랑가이 카니오그의 산구니앙 카바타안은 스페인어를 SK 바랑가이 카니오그의 공식 업무 언어 중 하나로 선언하는 결의안을 통과시켰고, 이는 전 SK 의장 프랭키 살라르가 발의하고 2021년 산구니앙 바랑가이가 승인한 조례로 이어졌다. 더 나아가, 산구니앙 파눈슬로그 수리가오는 이 조례를 바랑가이로 돌려보내 개정을 요구했는데, 이 조례는 해당 바랑가이에서 스페인어 교육을 포함하는 것을 목표로 한다.

## 현재 상태

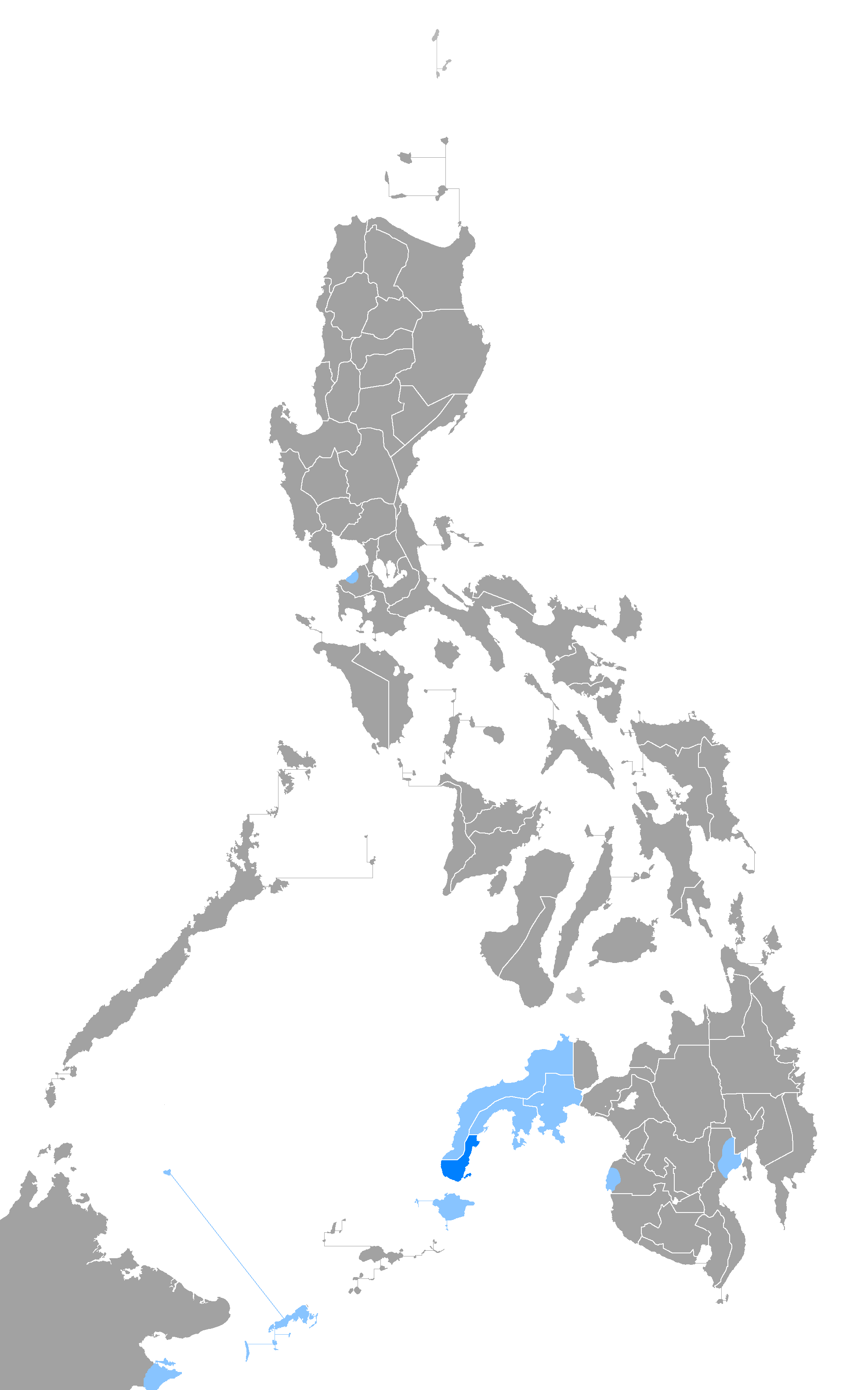
필리핀 제도의 잠보앙가주 내 차바카노어 지도

스페인이 1898년 필리핀 통제권을 미국에 넘긴 이후, 현지 스페인어 변종은 대부분의 화자를 잃었고, 이제는 거의 사라질 위기에 처해 있다.
2007년 12월 글로리아 마카파갈 아로요 전 대통령이 스페인에서 서명한 지침에 따라 2008년부터 필리핀 학교 시스템에서 스페인어 교육 및 학습이 시작된 이후, 스페인어를 선택 과목으로 제공하는 고등학교 수가 전국 모든 지역에 걸쳐 80개 학교로 늘어났다. 스페인어 교사를 훈련시키고 장학금을 제공하기 위해 스페인에서 언어 지원이 제공된다.
2010년 기준, 스페인어를 배우려는 관심은 주로 필리핀의 비즈니스 프로세스 아웃소싱 회사나 미국 내 해외 취업 전망으로 인한 스페인어 구사자 수요 때문에 경제적인 목적이 컸고, 이는 많은 필리핀인들이 세르반테스 문화원과 같은 어학원에 몰려 스페인어를 배우게 했다.

### 인구 통계
1990년 필리핀 인구 조사에 따르면, 필리핀에는 스페인어 원어민이 2,660명이었다. 2013년에는 또한 3,325명의 스페인 시민이 이 나라에 거주하고 있었다. 2020년 수치에 따르면 최소 능숙한 지식을 가진 스페인어 사용자는 약 40만 명으로, 전체 인구의 0.5% 미만이다. 이는 제2언어로 스페인어를 구사하는 사람들을 포함하여 1998년 180만 명이었던 것에 비해 급격한 감소이다.

### 미디어
스페인어 미디어는 2000년대에 존재했으며, 스페인어 신문 에-디아리오(E-Dyario)는 필리핀에서 출판된 최초의 스페인어 디지털 신문이 되었다. 또한, 필리피나스, 아오라 미스모(Filipinas, Ahora Mismo)는 2000년대에 2년 동안 매일 스페인어로 방송된 전국적으로 배급되는 60분짜리 문화 라디오 잡지 프로그램이었다.
2020년 9월 15일, 아르빈 세레소가 새로운 온라인 잡지 라 호르나다 필리피나(La Jornada Filipina)를 창간했다.

## 음운론
필리핀 스페인어와 반도 스페인어의 주요 차이점은 필리핀 사람들이 현지 오스트로네시아어족에서 물려받은 악센트로 말한다는 점이다. 필리핀에서는 olla("냄비")와 hoya("구덩이")와 같이 ⟨ll⟩ /ʎ/과 ⟨y⟩ /ʝ/ 소리를 종종 구별한다. /ʎ/는 일반적으로 [ʎ]로 나타나지만, 특히 가장 최근 세대의 화자들 사이에서는 때때로 [lj]로 실현되기도 한다. 반면 /ʝ/는 일반적으로 모든 위치에서 근접음 [j]으로 실현되며, 다른 스페인어 방언에서처럼 마찰음 또는 파찰음 [ʝ~ɟʝ]으로 나타나는 경우는 거의 없다.
필리핀인들은 또한 ⟨z⟩/⟨c⟩ /θ/ 소리와 ⟨s⟩ /s/ 소리를 종종 구별한다. 그러나 비학습자 인구는 일반적으로 /θ/ 소리(쓰기는 ⟨z⟩/⟨c⟩)를 /s/ 소리(쓰기는 ⟨s⟩)와 합병한다. 다른 사람들, 특히 현대 화자들은 /θ/와 /s/를 일관성 없이 구별하며, 때로는 같은 단어 내에서도 그렇게 한다. 또한, /θ/–/s/ 구별은 차바카노어에서는 발생하지 않는다. 대신, /θ/ 또는 /s/를 포함하는 스페인어 단어는 모두 두 음소에 대해 [s]가 사용되도록 차바카노어로 차용된다.
스페인어에서 "호타"로 알려진 연구개 마찰음 /x/는 반도 스페인어와 유사하게 강하게 마찰음 [x]으로 발음된다. 대부분의 필리핀어에는 /x/ 음소가 없지만 /h/가 있기 때문에 때때로 성문음 [h]로도 발음된다. 따라서 "José"와 같은 이름은 [xoˈse] 또는 덜 일반적으로 [hoˈse]로 발음될 수 있다. /x/가 [h]로 실현되는 것은 안달루시아, 카나리아 제도, 아메리카 스페인어 일부 지역에서도 발견된다.

## 필리핀어에 대한 영향
타갈로그어에는 약 4,000개의 스페인어 외래어가 있으며(타갈로그어 단어의 20%에서 33% 사이), 비사야어 및 기타 필리핀어에는 약 6,000개의 스페인어 단어가 있다. 스페인어 숫자 세는 법, 달력, 시간 등은 약간의 수정이 가해진 채 여전히 사용되고 있다. 타갈로그어와 다른 필리핀 방언에는 pera (perra, "현금"을 의미), sabon ("비누", 현대 스페인어 jabón; 스페인 통치 초기에는 j가 [ʃ], 무성 후치경 마찰음 또는 "sh" 소리로 발음되었다), relos ("시계", 현대 스페인어 reloj, [x] 또는 [h] 소리 포함), kuwarta ("돈", cuarta에서 유래)와 같은 고대 스페인어 단어들이 보존되어 있다.

## 필리핀어에서 유래한 스페인어 단어 목록
틀:IPA notice
가장 큰 언어적 영향과 외래어는 스페인어에서 필리핀어로 넘어갔지만, 필리핀 언어도 스페인어에 일부 단어를 빌려주었다.
다음은 스페인 왕립 학술원에서 발행한 사전인 스페인 왕립 학술원 스페인어 사전에서 찾을 수 있는 필리핀어 기원 단어들이다.
| 스페인어 차용어 | 기원                               | 타갈로그어         | 영어 등가어                |
| --------------- | ---------------------------------- | ------------------ | -------------------------- |
| abacá           | 옛 타갈로그어: abacá               | abaká              | 아바카                     |
| baguio          | 옛 타갈로그어: baguio              | 바기오             | 태풍 또는 허리케인         |
| barangay        | 옛 타갈로그어: balan͠gay            | baranggay/barangay | 바랑가이                   |
| bolo            | 옛 타갈로그어: bolo                | bolo               | 볼로                       |
| carabao         | 와라이어: carabáo                  | kalabáw            | 카라바오                   |
| caracoa         | 비사야어: 카라코아                 | karakaw            | 카라코아, 군사 카누의 일종 |
| cogón           | 옛 타갈로그어: cogón               | kogón              | 코곤                       |
| dalaga          | 옛 타갈로그어: dalagà              | dalaga             | 미혼의 젊은 여성           |
| gumamela        | 옛 타갈로그어: gumamela            | gumamela           | 무궁화                     |
| nipa            | 비사야어: nipà                     | nipa               | 니파야자                   |
| paipay          | 옛 타갈로그어: paypay 또는 pay-pay | 파마이파이         | 부채의 일종                |
| palay           | 옛 타갈로그어: palay               | palay              | 껍질 벗기지 않은 쌀        |
| pantalán        | 세부아노어: pantalán               | pantalán           | 나무 돌제부두              |
| salisipan       | 옛 타갈로그어: salicipan           | salisipan          | 살리시판, 해적선           |
| sampaguita      | 옛 타갈로그어: sampaga             | 자스민             | 자스민                     |
| sawali          | 옛 타갈로그어: sauali              | 사왈리             | 사왈리, 짜인 대나무 매트   |
| tuba            | 세부아노어: tuba                   | tuba               | 야자술                     |
| yoyó            | 일로카노어: yoyó                   | yo-yó              | 요요                       |

## 같이 보기
- 필리핀 문화에 대한 스페인의 영향
- 필리핀의 언어
- 라틴 연합
- 필리핀 스페인어 문학
- 필리핀-스페인 우정의 날
- 스페인 통치 기간 필리핀의 교육
- 필리핀계 스페인인

## 내용주
1. 1 2 3  1935년 필리핀 헌법 제14조 3항은 "[...] 법률이 달리 정하지 않는 한, 영어와 스페인어는 공용어로 계속 유지된다"고 규정했다. 1935 Philippine Constitution 보관됨 6월 15, 2013 - 웨이백 머신 1943 Philippine Constitution 보관됨 6월 14, 2013 - 웨이백 머신 (일본군 점령 기간 동안 유효했으며, 나중에 부인됨)는 공용어를 명시하지 않았다. 1973년 1월 17일에 비준된 1973 Philippine constitution 보관됨 6월 15, 2013 - 웨이백 머신 제15조 3항 (3)은 "법률이 달리 정하지 않는 한, 영어와 필리피노는 공용어가 된다. Presidential Decree No. 155 1973년 3월 15일자 대통령령 155호는 "[...] 정부 문서 중 스페인어로 되어 있고 영어 또는 필리피노어로 번역되지 않은 중요한 문서가 있는 한, 스페인어는 필리핀에서 공용어로 계속 인정되어야 한다"고 명령했다. 1987 Philippine Constitution 제14조 7항은 "의사소통 및 교육 목적상, 필리핀의 공용어는 필리피노이며, 법률이 달리 정하지 않는 한, 영어이다"라고 명시했다.
2. 1 2  제14조 7항: 의사소통 및 교육 목적상, 필리핀의 공용어는 필리피노이며, 법률이 달리 정하지 않는 한, 영어이다.

지역 언어는 지역 내 보조 공용어이며, 보조 교육 매체로 사용된다.

스페인어와 아랍어는 자발적이고 선택적인 기반으로 장려된다.
3. 1 2  “Por qué Filipinas no es un país hispanoparlante si fue una colonia de España durante 300 años (y qué huellas quedan de la lengua de Cervantes)”. 《BBC News Mundo》 (스페인어). 2021년 1월 30일. 2021년 1월 30일에 원본 문서에서 보존된 문서. 2021년 1월 31일에 확인함.
4. ↑  Ocampo, Ambeth (2007년 12월 4일). “The loss of Spanish”. Makati City, Philippines: Philippine Daily Inquirer (INQUIRER.net). Opinion. 2012년 3월 11일에 원본 문서에서 보존된 문서. 2010년 7월 26일에 확인함.
5. 1 2  Gómez Armas, Sara (2021년 5월 19일). “El español resiste en Filipinas” [Spanish resists in the Philippines]. 《COOLT》 (스페인어). 2023년 4월 8일에 확인함.
6. 1 2 3 4  Rodao, Florentino (1997). 《Spanish Language in the Philippines: 1900-1940》. 《Philippine Studies: Historical and Ethnographic Viewpoints》 (영어) 45. 94–107쪽. ISSN 2244-1638.
7. 1 2 3  말로로스 헌법은 스페인어로 작성되었으며, 공식 영어 번역본은 발표되지 않았다. 제93조는 다음과 같다: "Artículo 93.° El empleo de las lenguas usadas en Filipinas es potestativo. No puede regularse sino por la ley y solamente para los actos de la autoridad pública y los asuntos judiciales. Para estos actos se usará por ahora la lengua castellana.";
1900년 1월 31일 상원 문서 188호, 제56차 의회, 1차 회기, 필리핀 위원회의 대통령 보고서 제1권, 부록 IV로 처음 인쇄된 직역본은 다음과 같다: "ART.93 필리핀에서 사용되는 언어의 사용은 선택적이다. 이는 법에 의해서만 규제될 수 있으며, 오직 공공 기관의 행위 및 사법 문제에 한한다. 이러한 행위에는 당분간 스페인어가 사용된다.", Kalaw 1927, 443쪽;

1972년 필리핀 정부 필리핀 국립역사연구소 (NHI)는 제93조가 다음과 같이 번역된 다소 다른 영어 번역본을 포함하는 Guevara 1972를 출판했다: "Article 93. The use of languages spoken in the Philippines shall be optional. Their use cannot be regulated except by virtue of law, and solely for acts of public authority and in the courts. For these acts the Spanish language may be used in the meantime." Guevara 1972, 117쪽;

다른 번역본도 존재한다 (예: Rodriguez 1997, 130쪽);

2008년 현재 NHI 번역본이 출판물에서 우세하며, 일부 출처에서는 이를 "공식" 또는 "승인된" 것으로 묘사한다: Rappa & Wee 2006, 67쪽; Woods 2005, 218쪽; Corpus Juris; LawPhil; (기타).
8. 1 2  “History of The Republic of Zamboanga (May 1899 – March 1903)”. Zamboanga City, Philippines: zamboanga.com. 2009년 7월 18일. 2010년 12월 1일에 원본 문서에서 보존된 문서. 2010년 8월 13일에 확인함.
9. 1 2 3  Gómez Rivera, Guillermo. “Statistics: Spanish Language in the Philippines”. Circulo Hispano-Filipino. 2009년 10월 27일에 원본 문서에서 보존된 문서. 2010년 7월 30일에 확인함.
10. 1 2  Gómez Rivera, Guillermo (2001년 2월 11일). “The Librada Avelino-Gilbert Newton Encounter (Manila, 1913)”. Spain: buscoenlaces.es. 2010년 9월 23일에 원본 문서에서 보존된 문서. 2010년 8월 14일에 확인함.
11. ↑  “Talumpati: Manuel L. Quezon”. 2010년 6월 26일에 확인함.
12. ↑  Gómez Rivera, Guillermo (2001년 4월 10일). “The evolution of the native Tagalog alphabet”. Philippines: emanila.com. Views & Reviews. 2013년 9월 19일에 원본 문서에서 보존된 문서. 2010년 8월 14일에 확인함.
13. ↑  Lipski, John M. “Chabacano, Spanish and the Philippine Linguistic Identity” (PDF). 2009년 9월 29일에 원본 문서 (PDF)에서 보존된 문서. 2010년 7월 19일에 확인함.
14. ↑  Spanish creole: Quilis, Antonio (1996), 《La lengua española en Filipinas》 (PDF), Cervantes virtual, 54 and 55쪽
15. ↑  Número de hispanohablantes en países y territorios donde el español no es lengua oficial 보관됨 4월 29, 2012 - 웨이백 머신, 세르반테스 문화원.
16. ↑  “El retorno triunfal del español a las Filipinas”. 2007년 12월 28일에 원본 문서에서 보존된 문서.
17. ↑  Arcilla 1994, 7–11쪽
18. ↑  Agoncillo 1990, 80, 212쪽
19. 1 2  Arcilla 1994, 50쪽
20. ↑  Villareal, Corazón (January 17–20, 2006). “Language and Desire in Hiligaynon” (PDF). 《Tenth International Conference on Austronesian Linguistics》. Puerto Princesa City, Palawan, Philippines. 9쪽. 2007년 1월 11일에 원본 문서 (PDF)에서 보존된 문서. 2010년 7월 13일에 확인함. But the real authors were really the Ladinos, natives from the Philippine who were the informants, translators, or even better, consultants of the missionaries.
21. ↑  Arcilla 1994, 48쪽
22. ↑  Beck, Sanderson. “Summary and Evaluation”. 2010년 6월 29일에 확인함.
23. ↑  “Newspaper”. 2010년 6월 26일에 원본 문서에서 보존된 문서. 2010년 6월 29일에 확인함.
24. ↑  Rodríguez-Ponga
25. ↑  Stevens 1898, 11쪽
26. ↑  Penny & Penny 2002, 29–30쪽
27. ↑  Penny & Penny 2002, 30쪽
28. ↑  Paul A. Kramer (2006). 《Blood of Government: Race, Empire, the United States, and the Philippines: Race, Empire, the United States, and the Philippines》. Univ of North Carolina Press. 61쪽. ISBN 978-0-8078-7717-3.
29. 1 2  “The First Hundred Years Of The Ateneo de Manila”. 2012년 9월 15일에 원본 문서에서 보존된 문서. 2010년 6월 29일에 확인함.
30. ↑  “Historical Perspective of the Philippine Educational System”. 2011년 7월 16일에 원본 문서에서 보존된 문서. 2010년 6월 29일에 확인함.
31. ↑  “EDUCATION”. 2010년 6월 29일에 확인함.
32. ↑  
Quezon, Manuel Luis (1915). 〈Escuelas públicas durante el régimen español〉 [Public schools during the Spanish regime]. 《Philippine Assembly, Third Legislature, Third Session, Document No.4042-A 87 Speeches of Honorable Manuel L. Quezon, Philippine resident commissioner, delivered in the House of Representatives of the United States during the discussion of Jones Bill, 26 September-14 October 1914》 [Asamblea Filipina, Tercera Legislatura, Tercer Período de Sesiones, Documento N.o 4042-A 87, Discursos del Hon. Manuel L. Quezon, comisionado residente de Filipinas, Pronunciados en la Cámara de representantes de los Estados Unidos con motivo de la discusión del Bill Jones, 26, septiembre-14, octubre, 1914] (스페인어). Manila, Philippines: Bureau of Printing. 35쪽. 2011년 12월 1일에 원본 문서에서 보존된 문서. 2010년 7월 30일에 확인함.
33. 1 2  Guerrero 1987
34. ↑  López Jaena, Graciano (1889년 2월 15일). “La Solidaridad : Our purposes”. Barcelona, Spain: La Solidaridad. 2012년 3월 4일에 원본 문서에서 보존된 문서. 2010년 7월 14일에 확인함.
35. ↑  del Pilar, Marcelo (1889년 2월 15일). “The teaching of Spanish in the Philippines”. Barcelona, Spain: La Solidaridad. 2006년 8월 20일에 원본 문서에서 보존된 문서. 2010년 7월 14일에 확인함.
36. ↑  del Pilar, Marcelo H. (1889년 4월 25일). “The aspirations of the Filipinos”. Barcelona, Spain: La Solidaridad. 2012년 2월 19일에 원본 문서에서 보존된 문서. 2010년 7월 14일에 확인함.
37. ↑  López Jaena, Graciano (1889년 2월 15일). “Congratulations to the young women of Malolos”. Barcelona, Spain: La Solidaridad. 2012년 3월 27일에 원본 문서에서 보존된 문서. 2010년 7월 14일에 확인함.
38. ↑  Gonzalez 1998, 521쪽 (Note 7)
39. ↑  Gonzalez, Andrew (1998). 《The Language Planning Situation in the Philippines》 (PDF). 《Journal of Multilingual and Multicultural Development》 19. 513쪽. doi:10.1080/01434639808666365. 2009년 1월 14일에 원본 문서 (PDF)에서 보존된 문서.
40. ↑  Rizal, José: Noli me tangere, ed. of Isaac Donoso, trans. engl. of Charles E. Derbyshire, pref. of Ambeth Ocampo, il. of Juan Luna, Quezon, Vibal Foundation, 2011. ISBN 978-971-0182-664; Rizal, José: Prosa selecta. Narraciones y Ensayos, ed. of Isaac Donoso, Madrid, Verbum, 2012. ISBN 978-847-962-741-6
41. ↑  “1899 Constitution of the Republic of the Philippines Title XIV Article 93”. 2011년 10월 9일에 원본 문서에서 보존된 문서. 2012년 1월 1일에 확인함.
42. ↑  Guevara 1972, Contents쪽
43. ↑  Goodno, James B. (1991). 《The Philippines: land of broken promises》. Zed Books. 33쪽. ISBN 978-0-86232-862-7.
44. ↑  Filipinos and Americans during the Philippine–American War (producer: fonsucu) (2009년 9월 26일). 《Forgotten Filipinos/The Filipino genocide》. YouTube (youtube.com). 2023년 11월 20일에 원본 문서에서 보존된 문서. 2010년 7월 30일에 확인함.
45. ↑  Filipinos and Americans during the Philippine–American War (producer: fonsucu) (2009년 9월 26일). 《El genocidio filipino/Los filipinos olvidados》. YouTube (youtube.com). 2024년 3월 20일에 원본 문서에서 보존된 문서. 2010년 7월 30일에 확인함.
46. 1 2 3  Valle, José del (2015). 《A political history of Spanish the making of a language》 (영어). Cambridge University Press. ISBN 978-1-107-53365-3. OCLC 958470778.
47. ↑  《Census of the Philippine Islands taken under the direction of the Philippine Legislature in the year 1918 ... Compiled and published by the Census Office of the Philippine Islands. [Vol. 1, no. 2]》 (영어). Manila,: Bureau of Printing Ann Arbor, Michigan: University of Michigan Library. OCLC 832813867.
48. 1 2 3  Nieva, Gregorio, ed. 1880-. 《The Philippine review (Revista filipina) [Vol. 2, no. 1]》 (영어). Manila, P.I.,: G. Nieva [etc.]. Ann Arbor, Michigan: University of Michigan Library. OCLC 701328541.
49. 1 2  Godoy, Antonio Checa (2015). 《La prensa filipina en español entre dos guerras (1899-1941)》. 《Revista Internacional de Historia de la Comunicación》 (스페인어) 1. 22–51쪽. doi:10.12795/RiHC.2015.i04.02. ISSN 2255-5129.
50. ↑  Taylor, Carson (1927). 《History of the Philippine Press》 (영어). P.I.
51. ↑  FERNANDEZ, DOREEN G. (1989). 《The Philippine Press System: 1811-1989》. 《Philippine Studies》 37. 317–344쪽. ISSN 0031-7837. JSTOR 42633609.
52. ↑  Gala, Carlos Isabel (2017년 6월 6일). 《Nacimiento y evolución de la prensa en Filipinas en el siglo XIX: de los intereses españoles al nacionalismo filipino》. 《Revista Internacional de Historia de la Comunicación》 (스페인어) 1. 1–24쪽. doi:10.12795/RiHC.2017.i08.01. ISSN 2255-5129.
53. ↑  Villa Suico, Inés (1932). 《Filipinas en el camino de la cultura: por Inés Villa Suico.》 (스페인어). Madrid,: Impr. de L. Rubio [pref. Ann Arbor, Michigan: University of Michigan Library]. OCLC 1136641150.
54. ↑  Park, Paula (2019). 《Reframing "Nuestra lengua": Transpacific Perspectives on the Teaching of Spanish in the Philippines》. 《UNITAS》 92. 318–343쪽. doi:10.31944/20199201.12. S2CID 222725824.
55. ↑  De La Peña, Wystan. 《Revisiting the Golden Age of Fil-Hispanic Literature (1898-1941)》 (PDF). 119–127쪽.
56. ↑  Burton, John W. (1985). 《Philippine-Spanish Literature: The Decline of Art in a Historic Setting》.
57. ↑  Casanova, Rocío Ortuño (2017). 《Philippine Literature in Spanish: Canon Away from Canon》. 《Iberoromania: Revista dedicada a las lenguas y literaturas iberorrománicas de Europa y América》. 58–77쪽. ISSN 0019-0993.
58. 1 2  Gómez Rivera, Guillermo (March 2001). “Educadores y sabios adredemente olvidados” [Forgotten Filipino Sages and Educators] (영어, 스페인어). Canada: La Guirnalda Polar (lgpolar.com). Núm. 53 – Especial de Filipinas I. 2011년 6월 4일에 원본 문서에서 보존된 문서. 2010년 8월 7일에 확인함.
59. ↑  Martos, Isabel Molina. “Aspectos sociolingüísticos del español en el Pacífico: las Islas Filipinas y las Islas Marianas”. 《Academia.edu》 (스페인어). 2023년 5월 30일에 원본 문서에서 보존된 문서. 2023년 7월 6일에 확인함.
60. ↑  Ocampo, Ambeth (2007년 12월 4일). “The loss of Spanish”. Makati City, Philippines: Philippine Daily Inquirer (INQUIRER.net). Opinion. 2012년 3월 11일에 원본 문서에서 보존된 문서. 2010년 7월 26일에 확인함.
61. ↑  
Ocampo, Ambeth (2002년 3월 1일). “The Spanish friar, beyond the propaganda”. Makati City, Philippines: Philippine Daily Inquirer (INQUIRER.net, previously inq7.net). Opinion. 2002년 4월 13일에 원본 문서에서 보존된 문서. 2010년 7월 27일에 확인함.
62. ↑  Filipino prisoners, Philippine–American War (producer: fonsucu) (2009년 12월 7일). 《Filipino Prisoners of War》. YouTube (youtube.com).  1:26에 발생. 2024년 12월 3일에 원본 문서에서 보존된 문서. 2010년 7월 27일에 확인함. Filipinos made prisoners by the USA army during the Philippine–American War
63. ↑  Military, politicians, priests and writers who opposed the American colonial domination (producer: fonsucu) (2009년 9월 19일). 《Filipinos hispanos/Hispanic Filipinos》. YouTube (youtube.com). 2025년 1월 20일에 원본 문서에서 보존된 문서. 2010년 7월 27일에 확인함. The invasion of the Philippines by the USA was fiercely resisted. Millions of Filipinos perished as a result of the American genocidal tactics.
64. ↑  Donoso, Isaac: “The ilustrado's orphan: Generational misrecognition and the Filipino self", Humanities Diliman, 2020, vol. 17, n. 2, pp. 1-40.
65. ↑  Bernad, Miguel A. “Genocide in Manila”. California, USA: Philippine American Literary House (palhbooks.com). PALH Book Reviews. 2010년 6월 19일에 원본 문서에서 보존된 문서. 2010년 8월 7일에 확인함.
66. ↑  Quezon III, Manuel L. (2007년 2월 7일). “The Warsaw of Asia: How Manila was Flattened in WWII”. Jeddah, Saudi Arabia: Arab News Online (archive.arabnews.com). Opinion. 2012년 3월 30일에 원본 문서에서 보존된 문서. 2010년 8월 7일에 확인함.
67. ↑  “The Sack of Manila”. The Battling Bastards of Bataan (battlingbastardsbataan.com). 2010년 8월 20일에 원본 문서에서 보존된 문서. 2010년 8월 7일에 확인함.
68. ↑  “Background Note: Philippines”. U.S.A.: U.S. Department of State (state.gov). American Period. 2010년 8월 7일에 확인함.
69. ↑  Son, Johanna (1998년 6월 9일). “PHILIPPINES: Torn Between Two Colonisers – Spain and America”. Manila, Philippines: oneworld.org. 1999년 10월 9일에 원본 문서에서 보존된 문서. 2010년 7월 27일에 확인함.
70. 1 2  Rodríguez Ponga, Rafael. “New Prospects for the Spanish Language in the Philippines (ARI)”. 2011년 2월 22일에 원본 문서에서 보존된 문서. 2010년 7월 10일에 확인함.
71. ↑  The National Archives (archived from the original on September 27, 2007), Houses the Spanish Collection, which consists of around 13 million manuscripts from the Spanish colonial period.
72. ↑  Cerézo, Arvyn (2020년 9월 3일). “Should We Replace Filipino With Spanish? Here’s What ‘Redditors’ Think”. 《La Jornada Filipina》. 2023년 2월 26일에 확인함.
73. ↑  Congress of the Philippines (2003). “Republic Act No. 9187: An Act declaring June 30 of the year as Philippine–Spanish Friendship Day, appropriating funds therefor and for other purposes” (PDF). Metro Manila, Philippines. 2011년 6월 4일에 원본 문서 (PDF)에서 보존된 문서. 2010년 7월 16일에 확인함.
74. ↑  Labrador, Vilma. “DepEd Memorandum No. 490, s. 2007 – The Spanish Language as an Elective in High School” (PDF). 2012년 3월 8일에 원본 문서 (PDF)에서 보존된 문서. 2010년 7월 19일에 확인함.
75. ↑  “Queen Sofia wants Spanish back in Philippine public schools”. The Philippine Star (philstar.com). 2012년 7월 5일.
76. ↑  Legaspi, Amita O. (2012년 7월 3일). “PNoy (President Benigno Aquino III) and Spain's Queen Sofia welcome return of Spanish language in Philippine schools”. GMA News.
77. ↑  Mangunay, Kristine (2012년 9월 11일). “DepEd mulls Spanish for students”. 2012년 9월 13일에 확인함.
78. ↑  “Nuevas perspectivas para la lengua española en Filipinas (ARI)”. 2014년 2월 9일에 원본 문서에서 보존된 문서. 2013년 6월 12일에 확인함.
79. ↑  “Spanish in Philippine Public High School”.
80. ↑  “The World Learns Spanish: The Philippines” (PDF). 2020.
81. ↑  “Hola! Asian Call Centers Lure Back Spanish”. YaleGlobal – Yale University. 2010년 4월 16일.
82. ↑  “Languages of the Philippines”. Ethnologue. 2009년 8월 22일에 확인함.
83. ↑  “Instituto Nacional de Estadística.”. 《ine.es》.
84. ↑  Quilis, Antonio (1996), 《La lengua española en Filipinas》 (PDF), Cervantes virtual, 54 and 55쪽, 2009년 8월 6일에 원본 문서 (PDF)에서 보존된 문서, 2009년 12월 1일에 확인함
85. ↑  “UK Media Moves including The Sunday Times, The Big Issue, Your.MD, City A.M., GRAZIA”. 《Cision》 (영어). 2021년 5월 26일에 확인함.
86. ↑  “La Jornada Filipina: Contact Information, Journalists, and Overview | Muck Rack”. 《muckrack.com》 (영어). 2021년 5월 26일에 확인함.
87. ↑  Mayer, Audrey;  외. (1979). 《Languages of the southern gateway: a phrase book of Chavacano, Sinama, Tausug, Yakan》 (PDF). Manila, Philippines: Department of Education, Culture, and Sports, Summer Institute of Linguistics (1989에 출판됨). 15쪽. ISBN 971-18-0131-0. OCLC 78347330. 2020년 11월 4일에 원본 문서 (PDF)에서 보존된 문서.
88. ↑  Lipski, John M. (June 1987). 《Contemporary Philippine Spanish: Comments on Vestigial Usage》 (PDF). 《Philippine Journal of Linguistics》 18. 40–43쪽. 2022년 7월 6일에 원본 문서 (PDF)에서 보존된 문서. 2023년 1월 20일에 확인함.
89. ↑  “El español en Filipinas”. 2009년 8월 17일에 원본 문서에서 보존된 문서. 2010년 7월 19일에 확인함.
90. ↑  “REAL ACADEMIA ESPAÑOLA”. 2010년 6월 19일에 확인함.

## 참고 문헌
- 《1899 Constitution of the Republic of the Philippines (Malolos Convention)》, Arellano Law Foundation: The LawPhil Project
- 《1899 Constitution of the Republic of the Philippines (Malolos Convention)》, Corpus Juris Philippine Law Library, 2011년 10월 9일에 원본 문서에서 보존된 문서, 2011년 10월 26일에 확인함
- Agoncillo, Teodoro C. (1990) [1960]. 《History of the Filipino People》 8판. Quezon City: Garotech Publishing. ISBN 978-971-8711-06-4., ISBN 971-8711-06-6, ISBN 978-971-8711-06-4.
- Arcilla, José S. (1994). 《An Introduction to Philippine History》 Four판. Ateneo de Manila University Press. ISBN 978-971-550-261-0., ISBN 971-550-261-X, ISBN 978-971-550-261-0.
- Escalante, Rene R. (2007). 《The Bearer of Pax Americana: The Philippine Career of William H. Taft, 1900–1903》. Quezon City, Philippines: New Day Publishers. ISBN 978-971-10-1166-6. ISBN 971-10-1166-2, ISBN 978-971-10-1166-6.
- Guerrero, León María (1987), 《The First Filipino, a Biography of José Rizal》, National Heroes Commission.
- Guevara, Sulpico, 편집. (1972). 〈The Malolos Constitution (English translation)〉. 《The laws of the first Philippine Republic (the laws of Malolos) 1898–1899.》. Ann Arbor, Michigan: University of Michigan Library..
- Kalaw, Maximo M. (1927). 〈Appendix D, The Political Constitution of the Philippine Republic〉. 《The development of Philippine politics》. Oriental commercial..
- Penny, Ralph; Penny, Ralph John (2002). 《A history of the Spanish language》 2판. Cambridge University Press. ISBN 978-0-521-01184-6..
- Quilis, Antonio; Casado-Fresnillo, Celia (2008). 《La lengua española en Filipinas: Historia, situación actual, el chabacano, antología de textos》. Madrid: Consejo Superior de Investigaciones Científicas; Instituto de Lengua, Literatura y Antropología; Anejos de la Revista de Filología Española. ISBN 978-84-00-08635-0.
- Rappa, Antonio L.; Wee, Lionel (2006). 《Language Policy and Modernity in Southeast Asia: Malaysia, the Philippines, Singapore, and Thailand》 illurat판. Springer. ISBN 978-1-4020-4510-3., ISBN 1-4020-4510-7, ISBN 978-1-4020-4510-3.
- Rodriguez, Rufus Bautista (1997). 〈The 1899 'Malolos' Constitution〉. 《Constitutionalism in the Philippines: With Complete Texts of the 1987 Constitution and Other Previous Organic Acts and Constitutions》. Rex Bookstore, Inc. 130쪽. ISBN 978-971-23-2193-1., ISBN 971-23-2193-2, ISBN 978-971-23-2193-1.
- Rodríguez-Ponga, Rafael. “Pero ¿cuántos hablan español en Filipinas?/But how many speak Spanish in the Philippines?” [But how many speak Spanish in the Philippines?] (PDF) (스페인어). 2008년 10월 10일에 원본 문서 (PDF)에서 보존된 문서. 2009년 1월 14일에 확인함..
- Stevens, Joseph Earle (1898), 《Yesterdays in the Philippines》, Scribner.
- Woods, Damon L. (2005). 《The Philippines: A Global Studies Handbook》 illurat판. ABC-CLIO. ISBN 978-1-85109-675-6., ISBN 1-85109-675-2, ISBN 978-1-85109-675-6.

## 더 읽어보기
일반
- Forbes, William Cameron (1945). 《The Philippine Islands》. Massachusetts: Harvard University Press. ISBN 9780674282490..

통계
- Gómez Rivera, Guillermo. “Statistics: Spanish Language in the Philippines”. 2009년 10월 27일에 원본 문서에서 보존된 문서.
- Gómez Rivera, Guillermo. “Estadística: El Idioma español en Filipinas” [Statistics: Spanish Language in the Philippines] (스페인어). 2010년 9월 23일에 원본 문서에서 보존된 문서.

언어 상황
- Andrade Jr., Pío (2001). “Education and Spanish in the Philippines”. Madrid, Spain: Asociación Cultural Galeón de Manila. 2011년 7월 26일에 원본 문서에서 보존된 문서. 2010년 8월 14일에 확인함 – galeondemanila.org/ galeondemanila.org 경유.
- Cano, Gloria (2017). 〈The Battle for Spanish as Official Language, 1899-1905〉. 《Philippine Modernities: Music, Performing Arts, and Language, 1880 to 1941》. University of the Philippines Press. 431–576쪽. ISBN 978-971-542-849-1.
- Donoso, Isaac (ed,), Historia cultural de la lengua española en Filipinas, Madrid, Verbum, 2012. ISBN 978-84-7962-812-3.
- Gómez Rivera, Guillermo. “El Idioma español en Filipinas: Año 2005” [The Spanish Language in the Philippines: Year 2005] (스페인어). 2010년 9월 23일에 원본 문서에서 보존된 문서.
- Ruescas Baztán, Javier (2010). “La Lengua Española en Filipinas (Spanish)”. Madrid, Spain: Centro Virtual Cervantes. 2013년 10월 22일에 원본 문서에서 보존된 문서. 2020년 9월 20일에 확인함 – cvc.cervantes.es 경유.
- Rodao, Florentino (1997). 《Spanish language in the Philippines : 1900–1940》. 《Philippine Studies》. 12 45. 94–107쪽. ISSN 0031-7837. OCLC 612174151. 2012년 9월 6일에 원본 문서에서 보존된 문서.